# Meade County (South Dakota)
Meade County ist ein County im Bundesstaat South Dakota der Vereinigten Staaten. Das U.S. Census Bureau hat bei der Volkszählung 2020 eine Einwohnerzahl von 29.852 ermittelt.

## Geschichte
Es wurde am 7. Februar 1889 gegründet und nach Fort Meade benannt. Das Fort Meade diente im Jahre 1878 als Garnison für die Militärpost und war nach George Gordon Meade benannt, einem General der Nordstaaten im Amerikanischen Bürgerkrieg und Kommandeur der Unionsarmee in der Schlacht von Gettysburg und anschließendem Kommandeur der Army of the Potomac bis Kriegsende. Der Verwaltungssitz (County Seat) ist Sturgis.

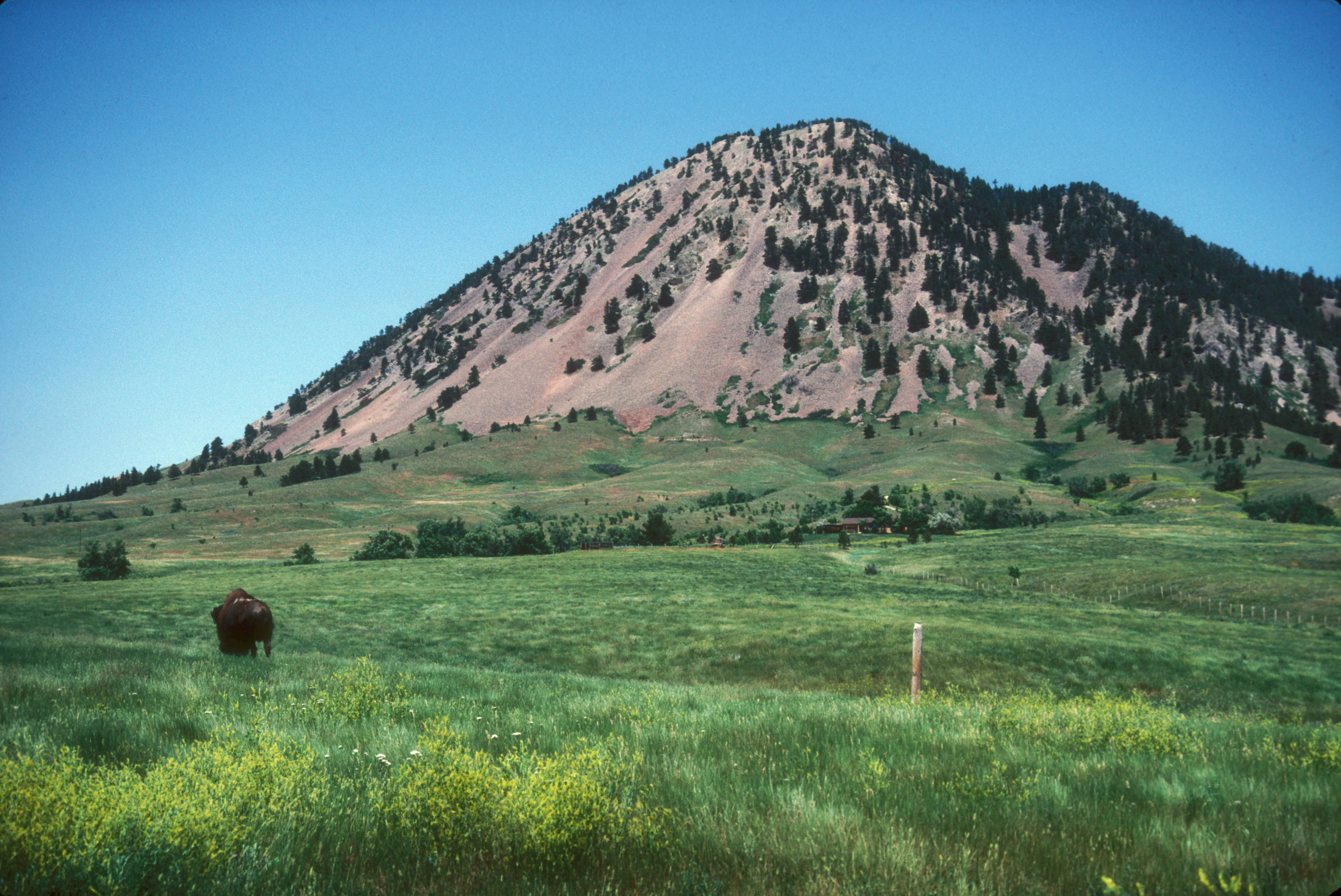
Bear Butte

Ein Ort im County hat den Status einer National Historic Landmark, der Berg Bear Butte. 27 Bauwerke und Stätten des Countys sind im National Register of Historic Places (NRHP) eingetragen (Stand 6. August 2018).

## Geographie
Meade County hat eine Fläche von 9020 Quadratkilometern, davon sind 8989 km² Land und 31 km² (0,34 %) Wasserfläche, damit ist der Bezirk der größte in Süddakota und ist etwa halb so groß wie Rheinland-Pfalz, hat aber bei knapp 30.000 Einwohnern nur eine Bevölkerungsdichte von 3,3 Einwohnern pro Quadratkilometer. Es grenzt im Uhrzeigersinn an die Countys: Perkins County, Ziebach County, Pennington County, Lawrence County und Butte County.

## Demographie

### Altersstruktur
- unter 18 = 28,4 Prozent
- 18–24 = 10,6 Prozent
- 25–44 = 29,6 Prozent
- 45–64 = 21,0 Prozent
- über 65 = 10,4 0 %

## Städte und Gemeinden
Städte (cities)
- Box Elder
- Faith
- Sturgis
- Summerset

Sonstige
- Blachhawk – ein zu Statistikzwecken definiertes Siedlungsgebiet (census-designated place)
- Ellsworth AFB (Militärflugplatz)

## Townships
Das County ist in sechs Townships eingeteilt: Dakota, Eagle, Howard, Lakeside, Smithville und Upper Red Owl; sowie drei unorganisierte Territorien: Belle Fourche-Cheyenne Valleys, North Meade und Southwest Meade.